# Änni järv
Änni järv är en sjö i Estland.   Den ligger i landskapet Harjumaa, i den centrala delen av landet, 50 km öster om huvudstaden Tallinn. Änni järv ligger 96 meter över havet.  I omgivningarna runt Änni järv växer i huvudsak blandskog.